# You Could Have It So Much Better... With Franz Ferdinand
You Could Have It So Much Better je drugi studijski album škotskog indie rock sastava Franz Ferdinand, koji je izašao 3. listopada 2005. godine i objavljuje ga diskografska kuća 'Sony Records'..
Album je prvo objavljen u Velikoj Britaniji. Materijal je sniman u Sjedinjenim Državama i u vlastitom studiju u Glasgowu, a produkciju je radio Rich Costey. Album je dao četiri singla na Top 30 ljestvici singlova, "Do You Want To", "The Fallen / L. Wells", "Walk Away" i "Eleanor Put Your Boots On". Njihov je prvi album koji je dospio na #1 britanske ljestvice albuma, iako je i njihov prvijenac bio također uspješan, pogotovo u Sjedinjenim Državama, gdje je dostigao platinastu nakladu i #32 na top ljestvicama, dok je u ostalim državama uspio doći i do #8 i dostići zlatnu nakladu. Na omotu albuma nalazi se portret Lilya Brik, koju je 1924. godine nacrtao Alexander Rodchenko.

## Povijest
Album se prethodno trebao zvati Franz Ferdinand, kao i njegov prethodnik, slijedeći zamisao sastava da svi njihovi albumi imaju isti naziv, tj. nemaju ga. Ta je ideja pala u vodu s imenom albuma najavljenim ranije tijekom 2005., kad je javnosti predstavljen kao Outsiders. Novi naziv You Could Have It So Much Better je i službeni, a otkriven je uz izdavanje promotivnog singla za isti, "Do You Want To".
Pjevač sastava Alex Kapranos objasnio je, "Cijela stvar je bila u tome da album nije imao naziv. Bilo je mnogo prijedloga ali niti jedan nas nije zadovoljio, pa smo razmišljali da ga jednostavno nazovemo 'Franz Ferdinand'. Još dodaje i "Na albumu se dogodilo to da se njegove planirane nijanse boja identificiraju s nazivom. Kontrast različitih boja stvara različita raspoloženja. Mi smo eksperimentirali s različitim kombinacijama i u jednom trenutku smo se složili da izgleda prilično dobro, te smo to zabilježili".
Međutim, 1. kolovoza ustanovilo se da je sastav promijenio svoje mišljenje i odlučio dati naziv albumu. U početku se govorilo da će naslov albuma biti Outsiders, ali se kasnije ipak odlučuju na You Could Have It So Much Better... With Franz Ferdinand (koji je u dužem oblikuYou Could Have It So Much Better... With Franz Ferdinand). Bubnjar Paul Thomson objašnjava, "Ja sam smislio nešto slično ali 'You Could Have It So Much Better' je ispalo puno bolje. Složili smo se da je ovo odlična ideja i da je prava sramota ako album bude objavljen bez naziva. Onda smo se počeli smijati jer smo shvatili da album još nije u proizvodnji i da imamo vremena da sve promijenimo". 
Za skladbu "You're the Reason I'm Leaving" vjerovalo se da ima dvostruko značenje, te da dijelom prati rivalstvo između bivšeg britanskog premijera Tonyja Blaira i trenutnog premijera u Velikoj Britaniji (tadašnjeg ministara financija) Gordona Browna. Tekst u skladbi je: "Nisam imao pojma da ću sljedeće četiri godine visjeti iz vrata na broju deset. Odlazim i ostavljam sve to za vas". 'Broj deset' se odnosi na adresu 10 Downing Street, gdje se nalazi ured premijera u Velikoj Britaniji. Četiri godine je karakterističan mandat u parlamentu.

## Top ljestvice
Ovo je prvi album sastava i njihove izdavačke kuće 'Domino' koji dolazi na Top ljestvice u Velikoj Britaniji. U tjednima nakon što je objavljen, dolazi na #5, zatim #9, #15 i #24, prije nego završi na #40 top ljestvice. Dana 25. prosinca 2005., album se podigao na #37 top ljestvica albuma. Tjedan dana kasnije, 1. siječnja 2006., album se ponovo uzdignuo na #24 službene britanske ljestvice albuma, ali ubrzo ipak pada na #26, a 15. siječnja, ponovo se uzdiže na #23. Tjedan dana kasnije ponovo pada na #26, a 29. siječnja spušta se za još šest mjesta dole na #32. Album je 5. veljače ispao iz ljestvice Top 40.
U Sjedinjenim Državama do listopada 2008. godine, album se prodao u preko 378.000 primjeraka i nalazio se na #8 Top ljestvica, što je ipak nešto slabije od prodajnog uspjeha njihovog prvijenca, iako je dobio zlatnu nakladu.

## Popis pjesama
Sve pjesme napisali su Alex Kapranos, Nick McCarthy, Bob Hardy i Paul Thomson i sve vokale izvodi Alex Kapranos, osim gdje je navedeno drugačije.
1. "The Fallen / L. Wells|The Fallen" – 3:42
2. "Do You Want To" – 3:38
3. "This Boy" – 2:21
4. "Walk Away" – 3:36
5. "Evil and a Heathen" – 2:05
6. "You're the Reason I'm Leaving" – 2:47
7. "Eleanor Put Your Boots On" – 2:49
8. "Well That Was Easy" – 3:02
9. "What You Meant" – 3:24
10. "I'm Your Villain" – 4:03
11. "You Could Have It So Much Better" – 2:41
12. "Fade Together" – 3:03
13. "Outsiders" – 4:02

### Bonus pjesme
- "Your Diary" (Japansko izdanje, također na A-strani i B-strani britanskog CD singla  "Do You Want To") – 3:08
- "Fabulously Lazy" (Japansko izdanje, također na B-strani britanskog maksi-CD singla "Do You Want To") – 2:55
  - Prvi vokal izvodi Nick McCarthy.
- "Do You Want To" (uživo na 'Princes Street Gardens Edinburgh', samo ekskluzivno iTunes izdanje) – 3:42

### B-strane
- "Get Away"
  - Prve vokale izvodi Nick McCarthy.
- "Your Diary"
- "Fabulously Lazy"
  - Prve vokale izvodi Nick McCarthy.
- "Sexy Boy"
  - Verzija skladbe sastava 'Air'
- "Brown Onions"
- "Jeremy Fraser"
  - Prve vokale izvodi Nick McCarthy.
- "Wine in the Afternoon
- "Ghost in a Ditch"
  - Prve vokale izvodi Nick McCarthy.
- "What You Meant" (acoustic)

## Singlovi
- "Do You Want To"
  - Objavljen: 19. rujna 2005.
  - Pozicija na Top ljestvici:
    - #4 (VB)
    - #76 (Billboard Hot 100 - SAD)
    - #9 (Modern Rock Tracks)
    - #36 (Brazil Hot 100)
- "Walk Away"
  - Objavljen: 5. prosinca 2005.
  - Pozicija na Top ljestvici:
    - #13 (VB)
    - #14 (Brazil Hot 100)
- "The Fallen / L. Wells"
  - Objavljen: 3. travnja 2006.
  - Pozicija na Top ljestvici:
    - #14  (VB)
    - #39 (Modern Rock Tracks - SAD)
- "Eleanor Put Your Boots On"
  - Objavljen: 17. srpnja 2006.
  - Pozicija na Top ljestvici:
    - #30 (VB)

## Izvođači
- Alex Kapranos – prva gitara, prvi vokal
- Nick McCarthy – ritam gitara, vokal, klavijature
- Bob Hardy – bas-gitara
- Paul Thomson – bubnjevi, udaraljke, prateći vokali

## Detalji objave albuma
| Država                 | Datum              | Izdavač               | Format         | Kataloški broj | Zabilješka                                                                        |
| ---------------------- | ------------------ | --------------------- | -------------- | -------------- | --------------------------------------------------------------------------------- |
| Japan                  | 28. rujna 2005.    | Sony Music Japan      | CD             | EICP-555       |                                                                                   |
| Japan                  | 7. prosinca 2005.  | Sony Music Japan      | CD             | EICP-575       | Japansko reizdanje                                                                |
| Japan                  | 1. veljače 2006.   | Sony Music Japan      | 2CD            | EICP-595/596   | Japansko izdanje zajedno s bonus diskom You Could Have It So Much Better & Better |
| Ujedinjeno Kraljevstvo | 3. listopada 2005. | Domino Records        | LP             | WIGLP161       |                                                                                   |
| Ujedinjeno Kraljevstvo | 3. listopada 2005. | Domino Records        | CD             | WIGCD161       |                                                                                   |
| Ujedinjeno Kraljevstvo | 3. listopada 2005. | Domino Records        | CD/DVD         | WIGCD161X      |                                                                                   |
| Sjedinjene Države      | 4. listopada 2005. | Domino / Epic Records | LP             | E94800         |                                                                                   |
| Sjedinjene Države      | 4. listopada 2005. | Domino / Epic Records | CD             | EK94800        |                                                                                   |
| Sjedinjene Države      | 4. listopada 2005. | Domino / Epic Records | Dvostruki disk | EN97725        | Sadrži materijal koji je objavljen na VB CD/DVD izdanju                           |

## Vanjske poveznice
- Službene web-stranice sastava Franz Ferdinand